# 漁會正濱大樓
漁會正濱大樓，是位於台灣基隆市中正區的一座建築，於2003年1月20日被列入基隆市歷史建築。由於昔名基隆漁港水產館，當地慣稱水產（Tsuí-sán）。

## 沿革

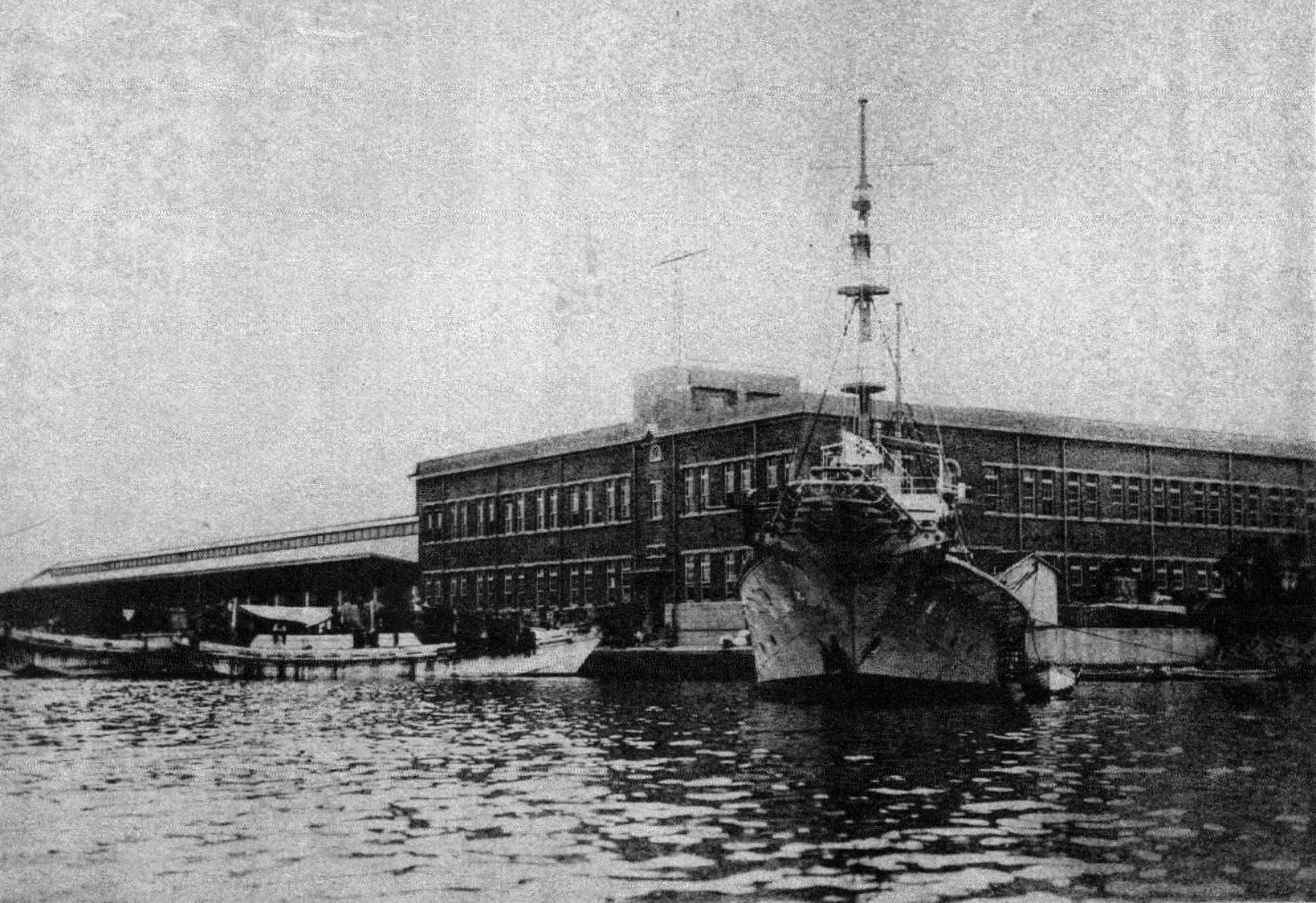
日治時期的漁會正濱大樓

原名水產館的漁會正濱大樓，乃日治時期基隆漁港（正濱漁港）旁最重要的漁業行政中心，1934年（昭和9年）由臺北州水產會向台灣銀行借款四十萬圓興建，1935年（昭和10年）落成啟用，再由漁獲銷售額中抽取百分之二點六以償還借款。
建築為台北州土木課技師所設計，水產館內由許多單位共同使用，包含台灣水產會社漁市事務所、請願巡查結所、州水產試驗場等，併設有郵局、食堂、標本室，天台上設氣象觀測所及信號台，旁邊設有魚市場、珊瑚市場、漁業無線局及冷藏庫，由台北州水產會委託基隆水產支會負責經營。
第二次世界大戰後，水產館和附屬設施由中華民國海軍接收，後又被基隆區漁會承購建物所有權，成為基隆區漁會辦公大樓，改名漁會正濱大樓，但因甚少維護導致年久失修。2013年，該棟建築物發生火災，導致內部設備與建築外觀已多處損壞，2015年，基隆區漁會將漁會正濱大樓贈送給基隆市政府，因應大基隆歷史場景再現整合計畫，舊漁會大樓在經過調查研究則進行再利用規劃設計，並在2019年由許伯元建築師事務所進行修復工程，未來預計作為和平島及北海岸間觀光路線的景點「漁業產業文化園區」使用。，主體建築完工後，預計於2022年4月正式對外開放。

## 建築設計
廳舍為二層樓，呈回字形平面的鋼筋混凝土造建築，面積合計有2,063坪，外觀則是採用了現代主義及流線型裝飾作立面設計，強調垂直、水平線條的立面造型，外牆飾材以貼附黃褐色之十三溝面磚為主，下緣以洗石子仿石塊疊砌表現建築之厚重感，四周則配置迴廊，有著良好採光、通風及空間使用性的功能，並在細部點綴傳達漁業產業意象的造型或裝飾，而側牆留有與日治時期基隆漁市場棚架搭接之遺痕。

### 書目
- ·《基隆市漁會正濱大樓暨周邊廊帶資源盤點調查計畫》- 基隆市文化局
- 陳世一編撰．攝影 ·《文建會認識古蹟日：雞籠漁鄉．魚香導覽手冊》 基隆市立文化中心
- 楊茜旻·《基隆正濱漁港文化地景形塑歷程與發展之研究》中原大學建築研究所

### 引用
1. ↑  漁會正濱大樓 （页面存档备份，存于）.文化部文化資產局
2. 1 2  . （原始内容存档于2016-04-08）.
3. ↑  . 李雅雯. 自由時報.   [2021-08-30]. （原始内容存档于2021-08-30） （中文（臺灣））.
4. ↑  . 李雅雯. 自由時報.   [2021-08-30]. （原始内容存档于2021-08-30） （中文（臺灣））.
5. ↑  . 王朝鈺. 中央社.   [2021-08-30]. （原始内容存档于2021-08-30） （中文（臺灣））.
6. ↑  . 準建築人手札網站. FAM.   [2021-08-30]. （原始内容存档于2021-08-30） （中文（臺灣））.
7. ↑  . 楊耀華. 中華日報.   [2021-08-30]. （原始内容存档于2021-08-30） （中文（臺灣））.
8. ↑  . 俞肇福. 自由時報.   [2021-12-27]. （原始内容存档于2022-01-28） （中文（臺灣））.
9. ↑  . 沈如峰. 中央社.   [2021-08-30]. （原始内容存档于2021-08-30） （中文（臺灣））.

## 外部連結
·漁會正濱大樓 - 文化部iCulture （页面存档备份，存于）